# Hrara
Hrara (franska: Hrara (CR), Hrara (Commune Rurale), arabiska: لمراسلة) är en kommun i Marocko.   Den ligger i provinsen Safi och regionen Marrakech-Safi, i den norra delen av landet, 280 km sydväst om huvudstaden Rabat. Antalet invånare är 22 683.